# Каббала (роман)
«Каббала» (англ. The Cabala) — роман американского прозаика Торнтона Уайлдера, написанный в 1922 году, и опубликованный в 1926 году.

## История
Первый роман американского прозаика Торнтона Уайлдера (1897—1975), написанный им в 1922 году, после завершения учёбы в Йельском университете и в Американской академии в Риме. Помимо литературных достоинств романа, он составляет определённую связь с последним романом Торнтона «Теофил Норт»: действие «Каббалы» завершается за несколько дней до начала «Теофила Норта». «Каббала», полуавтобиографический роман о незабываемых персонажах и человеческих страстях, положил начало карьере Уайлдера как знаменитого рассказчика и драматурга.

## Сюжет
Первая четверть XX века. Деморализованные культурным и политическим хаосом европейские и американские обыватели, ищущие объяснения грандиозным переменам в развитии человечества, всё глубже утопают в омутах бесчисленных теорий заговоров, тайных обществ, и религиозно окрашенных мистических движений. В общество именно таких людей, принадлежащих к отживающей свой исторический век родовой европейской аристократии, попадает молодой, весьма образованный американец, «томящийся по камням Манхэттена» искренний почитатель Вергилия. Живущие в окрестностях Рима старые аристократы, основным занятием которых является праздное времяпрепровождение, и образуют пресловутую «Каббалу» — вселяющую в окружающих чувство мистического почтения псевдо-организацию, коей приписывают замыслы чуть ли не всемирного заговора.
Молодой американский студент проводит год в экзотическом мире Рима после Первой мировой войны. Находясь там, он на собственном опыте переживает последние дни тайного сообщества («каббалы») разлагающейся королевской семьи, великого кардинала Римской церкви и множества американских бывших военных. В этом завораживающем произведении, где мистицизм топко и причудливо переплетается с философской притчей, чертами «романа нравов» и даже сатиры, как в зеркале отразились все темы, которые впоследствии стали основными в произведениях Уайлдера.